# Усков, Валерий Иванович
Вале́рий Ива́нович Уско́в (род. 22 апреля 1933, Свердловск) — советский и российский кинорежиссёр, сценарист. Народный артист РСФСР (1983), лауреат Государственной премии СССР (1979).

## Биография
Родился в Свердловске. В 1955 году окончил факультет журналистики Уральского государственного университета имени А. М. Горького. Работал редактором и ассистентом режиссёра на Свердловской киностудии. С 1959 года — режиссёр Свердловской студии телевидения, Свердловской киностудии и ЦСДФ.
В 1961 году окончил режиссёрский факультет ВГИКа (мастерская И. П. Копалина). Сняв дипломную работу по сценарию Ю. М. Нагибина «Самый медленный поезд» (1963), был приглашён И. А. Пырьевым работать на киностудию «Мосфильм», с 1964 года — её штатный режиссёр.
В 1990-е годы ставил спектакли «Её друзья» и «В день свадьбы» В. Розова во МХАТе имени М. Горького.
Член КПСС с 1971 года, член Союза кинематографистов СССР (Москва) и Союза кинематографистов России.
Все режиссёрские и сценарные работы Ускова выполнены совместно с его троюродным братом кинорежиссёром Владимиром Краснопольским.

## Семья
Жена — Челобова Наталья Николаевна (род. 1946), советская актриса, диктор ЦТ СССР с 1972 по 1995 год.

## Фильмография
- 1960 — Тени на тротуарах (документальный)[4]
- 1963 — Самый медленный поезд
- 1965 — Таёжный десант
- 1967 — Стюардесса
- 1968 — Времена года
- 1969 — Неподсуден
- 1971 — Тени исчезают в полдень
- 1973 — Вечный зов
- 1979 — Отец и сын
- 1985 — Соучастие в убийстве
- 1991 — Ночные забавы
- 1994 — Воровка
- 1996 — Ермак
- 2001—2006 — Сыщики
- 2001 — Нина
- 2002 — Провинциалы
- 2002—2008 — Две судьбы
- 2003 — Сыщик без лицензии
- 2003 — Подари мне жизнь
- 2005 — Под небом Вероны
- 2007 — Паутина
- 2007 — Капкан
- 2009 — Ермоловы
- 2009 — Вольф Мессинг: видевший сквозь время
- 2010 — На солнечной стороне улицы
- 2010 — Женить миллионера!
- 2011 — Манна небесная
- 2012 — Санта Лючия
- 2012 — Дело следователя Никитина
- 2013 — Любовь — не картошка
- 2014 — Дом с лилиями
- 2015 — Смешная жизнь
- 2016 — Всем всего хорошего
- 2016 — Выйти замуж за Пушкина
- 2017 — Экспроприатор
- 2017 — Хозяйка гостиницы

## Звания и награды
- заслуженный деятель искусств РСФСР (1978);
- Государственная премия СССР (1979) — за 1—12 серии фильма «Вечный зов»[источник не указан 1045 дней];
- премия Ленинского комсомола (1980) — за фильм «Отец и сын» (1979)[источник не указан 1045 дней];
- народный артист РСФСР (1983)[2];
- орден Почёта (16 апреля 1997) — за заслуги перед государством, большой вклад в укрепление дружбы и сотрудничества между народами, многолетнюю плодотворную деятельность в области культуры и искусства[5];
- орден «За заслуги перед Отечеством» IV степени (10 марта 2004) — за большие заслуги в развитии отечественного кинематографа[6];
- орден «За заслуги перед Отечеством» III степени (26 апреля 2013) — за большой вклад в развитие отечественного кинематографического искусства и многолетнюю творческую деятельность[7].